# Adomerus
Genre
Adomerus est un genre d'insectes du sous-ordre des hétéroptères (punaises), de la famille des Cydnidae, de la sous-famille des Sehirinae.

## Description
Il s'agit de punaises ovales, noires ou brun-noir et brillantes. Il n'y a pas de soies sur les bords de la tête, du pronotum et des cories (voir Cydninae). Le métasternum n'a pas de carène médiane. Le rostre ne dépasse pas les pattes postérieures, et la membrane ne dépasse pas la corie. Le clypeus n'est pas enclos par les jugas. La membrane n'a pas les nervures réticulées. La zone évaporatoire de la glande odoriférante est très grande. Toutefois, la distinction précise avec les genres proches, notamment Canthophorus et Sehirus, se fait à l'aide des genitalia.  

## Répartition
Ce genre a une répartition strictement paléarctique. 
A. biguttatus est présent dans tout l'Ouest du Paléarctique, du Portugal au Kazakhstan. A. fuscipennis est présent uniquement dans l'Ouest de l'Europe. A maculipes est répandu tout autour de la Méditerranée. A. congener n'est présent que dans le Caucase et le Proche-Orient.  A. notatus, A. rotundus, A. triguttulus et A. variegatus se rencontrent dans l'extrême Est du Paléarctique.
En France se rencontrent les espèces A. biguttatus, A. fuscipennis et A. maculipes.

## Biologie

### Alimentation
Ce genre est phytophage. Les Adomerus se nourrissent des parties supérieures des plantes. Ils ne présentent pas les adaptations typiques aux genres qui creusent le sol. Elles se nourrissent sur un petit nombre des plantes déterminées : A. biguttatus sur Épiaire officinale (Lamiaceae) et Mélampyre des prés (Scrophulariaceae). A. fuscipennis et A. maculipes se nourrissent sur Centranthe rouge (Caprifoliaceae). A. rotundus se nourrit sur Lamium amplexicaule (Lamiaceae), une espèce myrmécochore (c'est-à-dire dont les graines sont dispersées par des fourmis), et A. triguttulus sur Lamier également. 
Les Adomerus semblent pouvoir pondre plusieurs fois dans la saison.  

### Reproduction et soins parentaux
Chez quelques espèces, dont A. rotundus, A. triguttulus, et A. variegatus, les femelles procurent des soins maternels à leur progéniture, caractéristiques d'une subsocialité complexe. D'une part, elles pondent des œufs trophiques non viables, servant à nourrir les jeunes, une caractéristique propre à un petit nombre de genre au sein des Sehirinae, et donc probablement apparue une seule fois chez un ancêtre commun. Les femelles protègent également la ponte, qui forme une masse arrondie, en la maintenant avec les pattes sous son abdomen, pour éviter la prédation. Enfin, peu de temps après l'éclosion, la mère amène aux juvéniles une graine de grande taille pour qu'ils puissent se nourrir.  

## Systématique
Ce genre a d'abord été établi comme un sous-genre du genre Canthophorus par Étienne Mulsant et Claudius Rey en 1866 pour séparer l'espèce A. biguttatus des autres Canthophorus. Ils ne le définissent que par la tache blanche sur les mésocories, caractéristique de cette espèce. Adomerus est ensuite élevé au rang de genre par Victor A. Signoret en 1881. Ce statut est repris par Jerzy Lis en 1999 dans son catalogue des Cydnidae de l'Ancien monde. Toutefois, certes sites ne le reconnaissent toujours pas, tels que IRMNG (qui le considère comme de statut incertain) ou ITIS.   
Il est compris dans la sous famille des Sehirinae, et pour ceux qui reconnaissent un niveau inférieur, dans la tribu des Sehirini. 
La liste des espèces contenues dans le genre a subi de nombreux changements et fait l'objet de difficultés et de confusions. Aucune n'a été décrite directement dans son genre. Il faut recourir à l'analyse notamment des spermathèques pour faire le tri entre des genres très proches. Signoret a, lors de la définition du genre, décrit une nouvelle espèce comme Adomerus expansa, qu'il transfère dans le genre Lalervis trois ans plus tard. A l'inverse, toutes les autres espèces actuelles du genre ont d'abord été décrites dans d'autres genres avant d'y être transférée, souvent très tardivement : en 1866, Sehirus triguttulus, transférée dans Adomerus en 1985; en 1879, Sehirus congener, transférée en 1964; en 1882, Gnathoconus notatus, transférée en 1972; en 1884, Canthophorus variegatus, transféré en 1988, en même temps que Legnotus rotundus, décrite en 1977. Pour d'autres espèces, l'historique est encore plus compliqué. Mulsant et Rey décrivent en 1852 Cydnus maculipes (du Sud de la France), qu'ils transfèrent en 1866 dans le genre Canthophorus, mais dont les types sont perdus. En 1899, Horváth décrit Sehirus fuscipennis de Bourgogne. En 1972, elle est placée également dans le genre Canthophorus. L'espèce Sehirus aeneus, décrite de Madère, est synonymisée avec Canthophorus fuscipennis en 2016. En 2018, Canthophorus maculipes et C. fuscipennis sont transférée dans Adomerus, sous les noms respectifs d'Adomerus maculipes et Adomerus aeneus, portant le nombre d'espèces du genre à huit. Mais en 2021, Aukema et al. constatent que l'espèce de Madère n'est pas conspécifique à celle décrite par Horváth, mais peut être assimilée à Adomerus maculipes, pour lequel un nouveau type est défini, tandis qu'Adomerus fuscipennis est rétabli.
L'espèce type du genre est Adomerus biguttatus, qui avait été décrite initialement par Linné en 1758 dans le genre Cimex, dans lequel il comprenait toutes les punaises terrestres décrite alors. 

### Liste d'espèces
Selon BioLib (3 novembre 2023), complété à partir d'Aukema, Gapon et Heijerman (2021) :
- Adomerus biguttatus (Linnaeus, 1758)
- Adomerus congener (Jakovlev, 1879)[19]
- Adomerus fuscipennis (Horváth, 1899)
- Adomerus maculipes (Mulsant & Rey, 1852)
- Adomerus notatus (Jakovlev, 1882)
- Adomerus rotundus (Hsiao, 1977)
- Adomerus triguttulus (Motschulsky, 1866)
- Adomerus variegatus (Signoret, 1884)

## Galerie

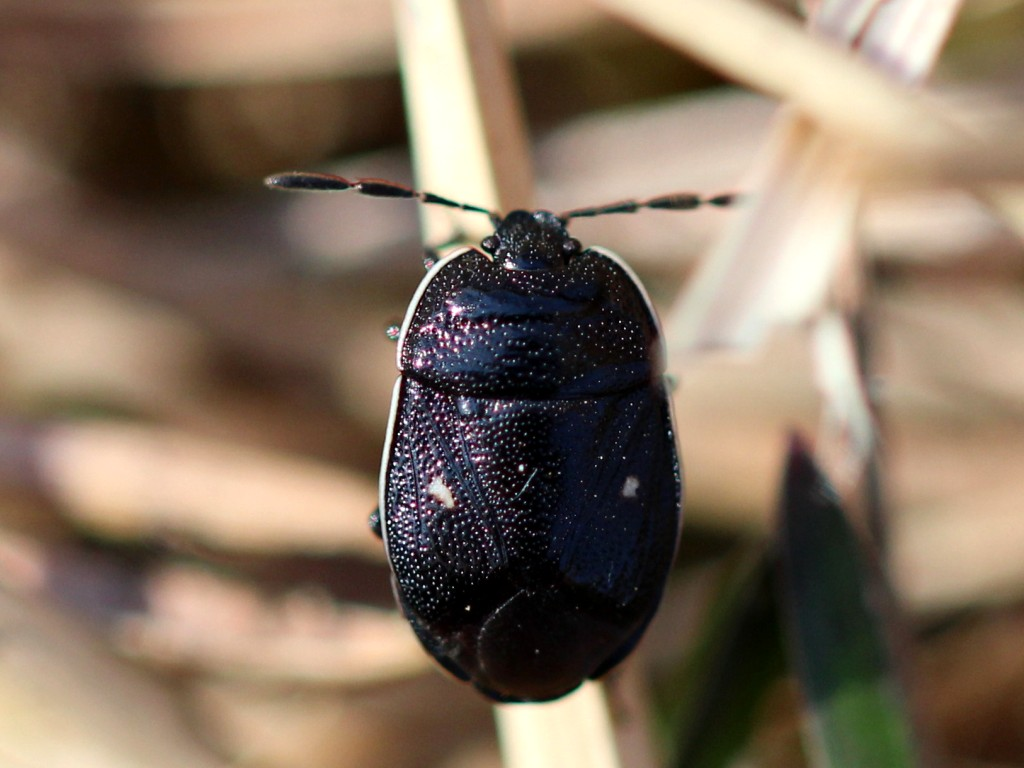
Adomerus biguttatus, Lettonie, espèce type du genre.
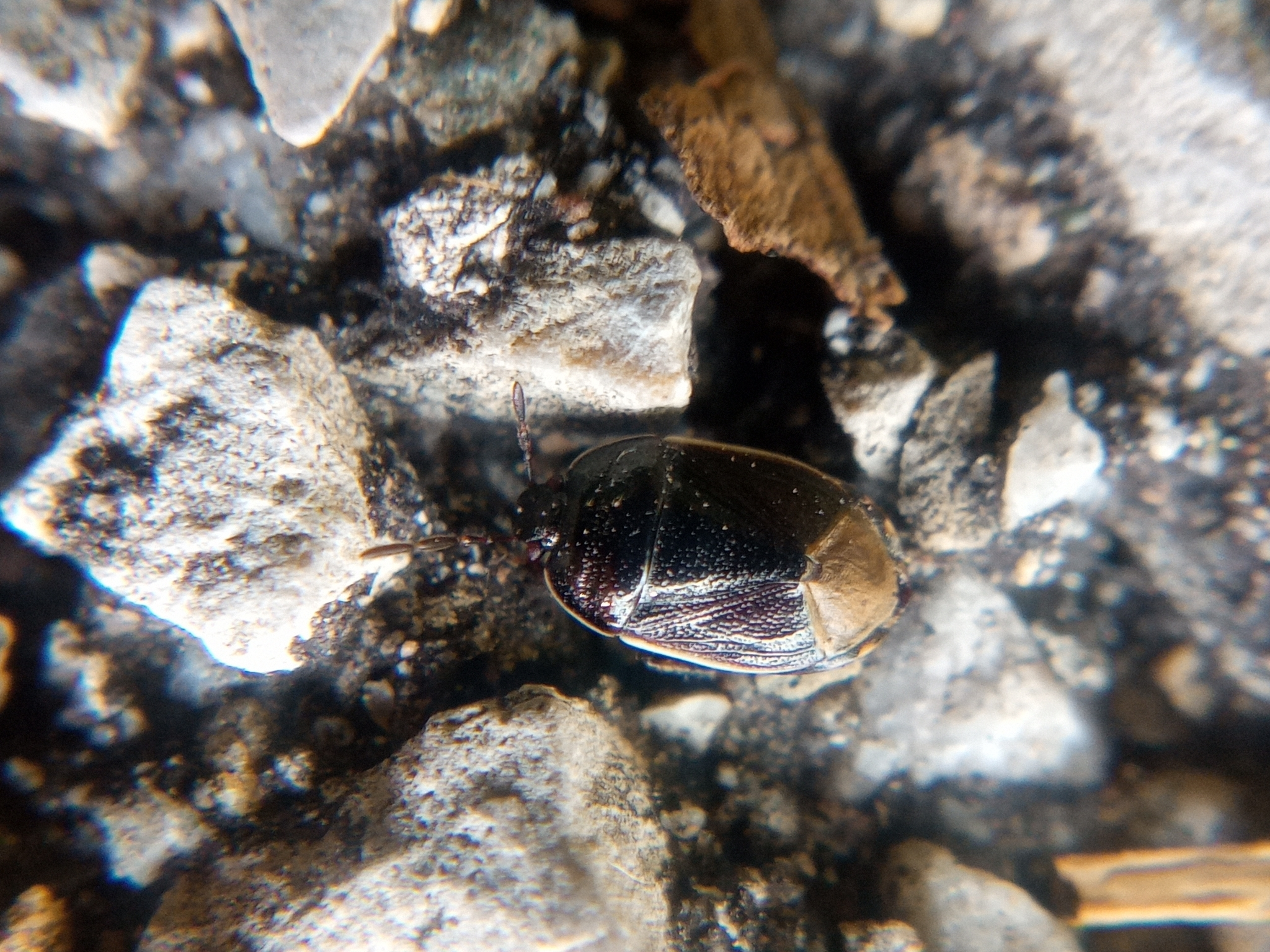
Adomerus fuscipennis, France, espèce de l'ouest de l'Europe.
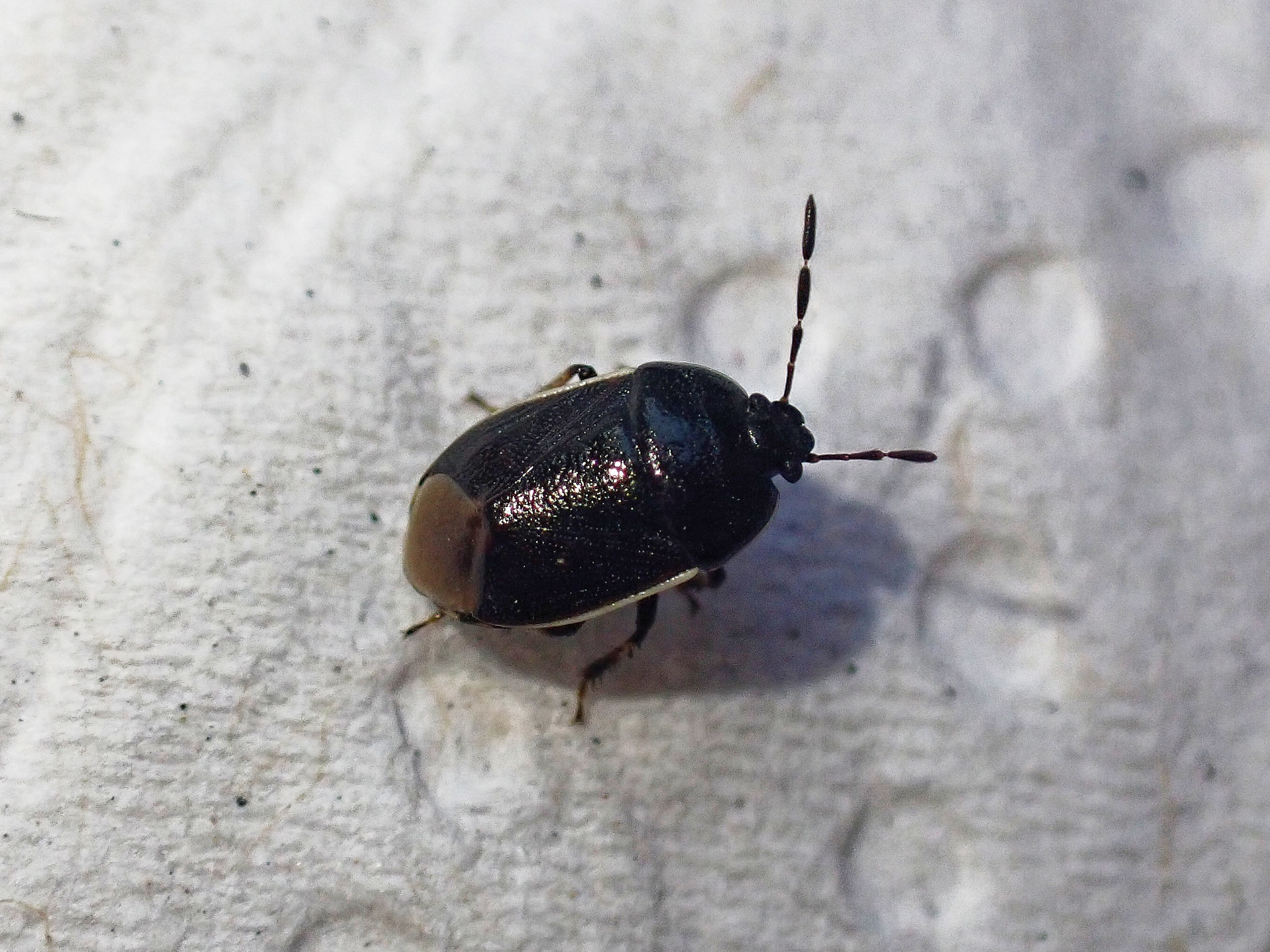
Adomerus maculipes, France, espèce circumméditerranéenne.
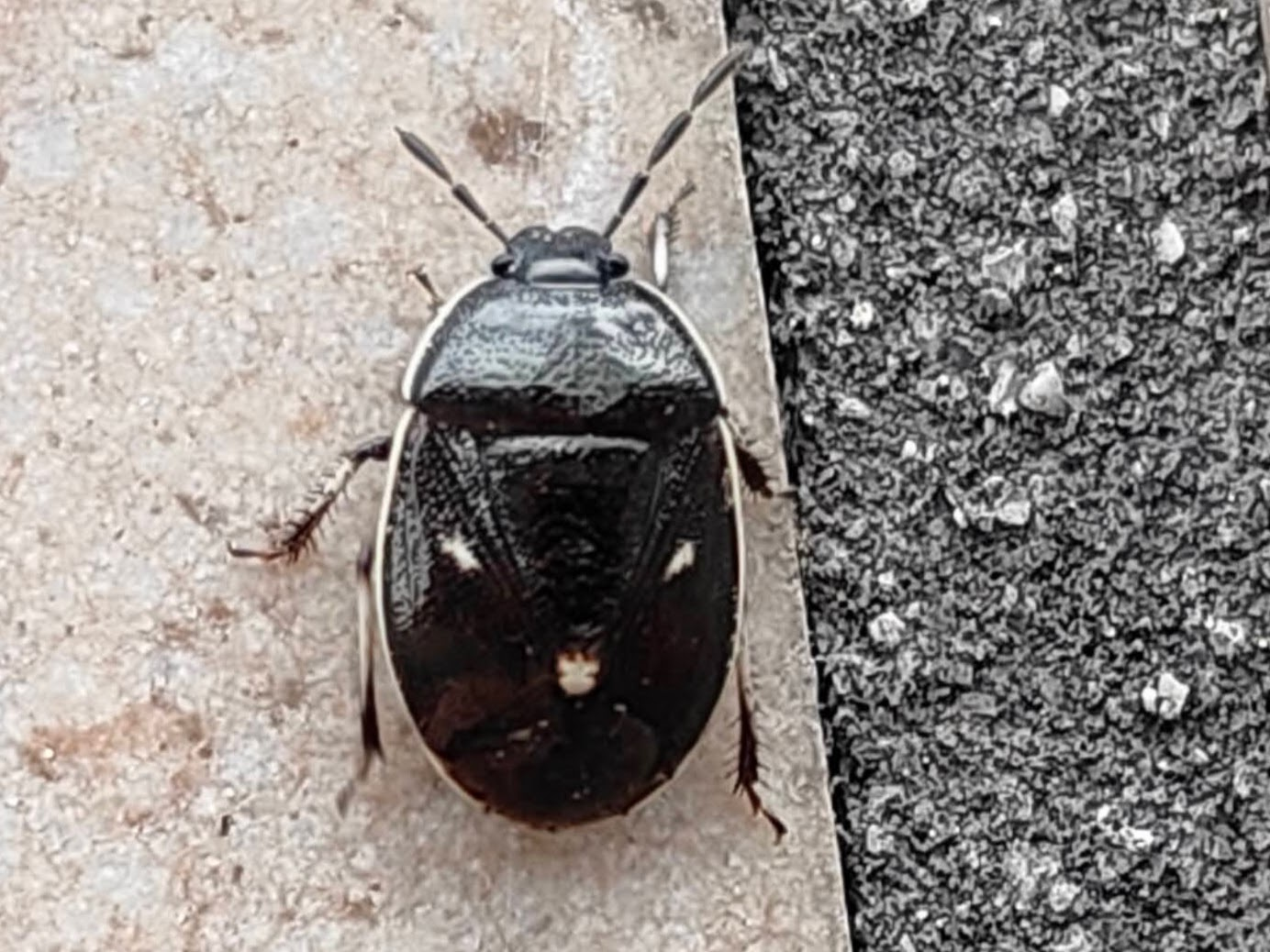
Adomerus triguttulus, Japon, espèce de l'extrême est du Paléarctique.
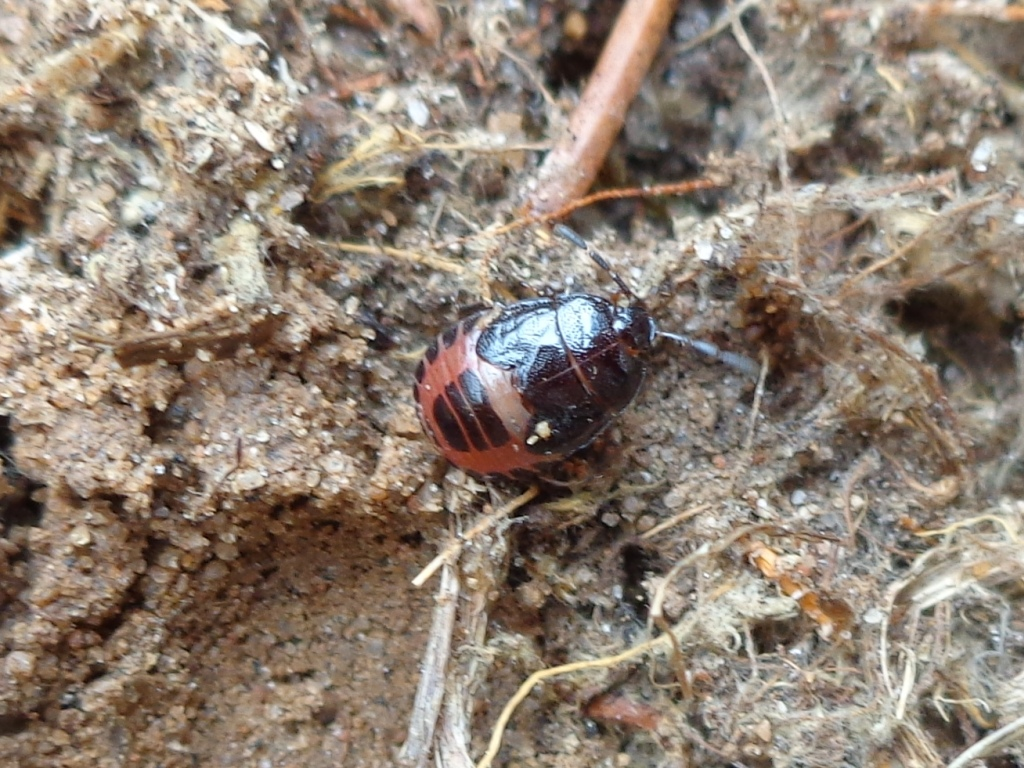
Juvénile d'Adomerus biguttatus, Lettonie.